# Álex Sánchez Benítez
Alejandro Sánchez Benítez, conocido como Álex Sánchez, (Barcelona, España, 3 de febrero de 1991) es un futbolista español que juega de portero en CF Badalona.

## Trayectoria
Álex Sánchez se formó en la cantera del Jabac Can Jofresa, para pasar después una temporada en RCD Espanyol y después entrar en el FC Barcelona perteneciendo a la generación de Carles Planas o Isaac Cuenca, hasta que en la temporada 10-11 fichó por el Deportivo Aragón (3.ª División) siendo además el tercer guardameta del Real Zaragoza (1.ª División). Una temporada más tarde marchó como cedido Deportivo Alavés (2.ªB), donde fue suplente habitual de David Rangel.
A su regreso de la cesión abandonó el Real Zaragoza para fichar por el C.F. Badalona (2.ªB), donde permaneció una temporada y media. En el mercado de invierno de la temporada 13-14 el Valencia Mestalla (2.ªB) le fichó para sustituir a Yeray Gómez, que regresó al R. C. D. Mallorca "B". Tras dos temporadas en la Ciudad Deportiva de Paterna, donde 45 partidos, dejó el equipo.
Tras quedar libre de contrato, abandonó España para fichar en Italia por su actual equipo, el U.S. Foggia (Lega Pro), consiguiendo el ascenso a Serie B. Tras ser descartado de la plantilla  por problemas con la directiva del club en la temporada 2017/2018 decide rescindir su contrato como jugador del U.S. Foggia y volver a España para jugar en Ibiza, tras una temporada y media regresa al CF Badalona

## Clubes
| Club              | País   | Año       | Partidos | Goles |
| ----------------- | ------ | --------- | -------- | ----- |
| Zaragoza B        | España | 2010-2011 | 0        | 0     |
| Deportivo Alavés  | España | 2011-2012 | 2        | 2     |
| C.F. Badalona     | España | 2012-2014 | 4        | 6     |
| Valencia Mestalla | España | 2013-2016 | 45       | 42    |
| US Foggia         | Italia | 2016-2018 | 4        | 7     |
| UD Ibiza          | España | 2018-2019 |          |       |
| C.F. Badalona     | España | 2019-act. |          |       |

## Títulos
- Lega Pro (16-17)
- Donosti Cup (2000)